# Berlin, Alexanderplatz (film, 1931)
A Berlin, Alexanderplatz   egy 1931-ben bemutatott német filmdráma Alfred Döblin azonos című művének adaptációja Piel Jutzi rendezésében.

## Szereplők
- Heinrich George - Franz Biberkopf
- Maria Bard - Cilly
- Margarete Schlegel - Sonja / Mieze
- Bernhard Minetti - Reinhold
- Gerhard Bienert - Klempner-Karl
- Albert Florath - Pums
- Paul Westermeier - Henschke
- Jakob Tiedtke - Henschke vendége
- Hans Deppe - Henschke vendége
- Käthe Haack - Paula nővére
- Julius Falkenstein - Dieb
- Jakob Tiedtke - Henschke vendége
- Siegfried Berisch
- Karel Stepanek
- Ernst Behmer
- Paul Rehkopf
- Anna Müller-Lincke
- Heinrich Schroth
- Heinrich Gretler
- Willi Schur
- Walter Werner
- Karl Harbacher
- Franz Weber
- Paul Kemp

## Weblinks
- Kinoplakat von Curt Arens 1931 bei filmposter-archiv.de

## Fordítás
- Ez a szócikk részben vagy egészben  a   Berlin – Alexanderplatz című német Wikipédia-szócikk fordításán alapul.  Az eredeti cikk szerkesztőit annak laptörténete sorolja fel. Ez a jelzés csupán a megfogalmazás eredetét és a szerzői jogokat jelzi, nem szolgál a cikkben szereplő információk forrásmegjelöléseként.